# Petrusville
Petrusville is een plaats in de gemeente Renosterberg gelegen in het oosten van de Karoo in de Zuid-Afrikaanse provincie Noord-Kaap, ten zuidwesten van de Vanderkloofdam en 10 km ten zuiden van de Oranjerivier. Het stadje ligt 45 km ten noordoosten van Philipstown en 56 km ten zuidoosten van Kraankuil. De merinoschapenhouderij is lokaal een belangrijke economische activiteit.

## Geschiedenis
Het plaatsje werd in circa 1877 gesticht op grond van de boerderij "Rhenosterfontein" door twee zonen van Petrus van der Walt. Het plaatsje is door hen vernoemd naar hun vader. Zij hadden de boerderij van hun vader geërfd, die het op zijn beurt in 1810 verkregen had. In 1822 heeft hij een deel van het grondgebied van de boerderij geschonken aan de Nederduits-Gereformeerde kerk.